# ویرلا مولتینرویا
ویرلا مولتینرویا (نام علمی: Virola multinervia) نام یک گونه از فرمانرو گیاه است.